# Sumas
Sumas – miasto w Stanach Zjednoczonych, w stanie Waszyngton, w hrabstwie Whatcom.